# Manuel Alía Medina
Manuel Alía Medina (Toledo, 25 de octubre de 1917 - Madrid, 25 de febrero de 2012) fue un geólogo español, considerado el descubridor de los yacimientos de fosfatos de Bucraa, en el Sáhara Occidental.

## Biografía
En 1940 se licenció en ciencias naturales por la Universidad de Madrid,   incorporándose al Laboratorio de Geografía Física destinado al Sáhara Español. Allí estudió su estratigrafía, geomorfología y tectónica. En 1944 leyó su tesis doctoral sobre la geología del Sáhara. Formó parte del grupo de geólogos que descubrió los yacimientos de fosfatos de Bucraa en 1947. En 1949 realizó una expedición a Guinea Española. En 1952 compuso el primer mapa geológico del Sahara Español a escala: 1:2.000.000 y en 1953 fue nombrado jefe del Servicio de Investigación Geológica de la Junta de Energía Nuclear. En 1962 realizó  la parte del Sáhara español del mapa tectónico de África.
Fue delegado en África Occidental Española del Instituto de Estudios Africanos del CSIC, director del Servicio Geológico y Mineralógico del África Occidental Española, jefe de la Sección de Geología Estructural del Instituto «Lucas Mallada» (CSIC), asesor secretario del Departamento de Geología de la Fundación Juan March, vocal de la Comisión Nacional de Geodesia y Geofísica, vicepresidente de la Real Sociedad Geográfica de España y presidente de la Real Sociedad Española de Historia Natural. En 1973 fue elegido académico de la Real Academia de Ciencias Exactas, Físicas y Naturales, pronunciando en 1976  el discurso de ingreso Sobre los procesos del interior de la Tierra.
Obtuvo la cátedra de geografía física y geología aplicada en la Facultad de Ciencias de la Universidad de Valladolid (1948). En 1963 consiguió la cátedra de geodinámica interna en la Universidad Central de Madrid que ocupó hasta su jubilación en 1985. Fue galardonado con las grandes cruces de la Orden del Mérito Civil, de la Orden Civil de África y de la Orden de Isabel la Católica

## Obras
- 1945 Características morfológicas y geológicas de la zona septentrional del Sahara Español. Consejo Superior Investigaciones Cientificas, Instituto de Ciencias Naturales Jose Acosta. 260 págs.
- 1947. «Enriquecimiento ferruginoso en el Devónico del Sahara Español». Estudios Geológicos, 6: 101-106
- 1951. «Los yacimientos de fosfatos sedimentarios del Sahara Español». II Congreso Nacional de Ingeniería, 5: 89-94
- 1955. Guinea Continental Española: Datos geográficos e investigaciones geológicas recientes. Arbor
- Results obtained in the radiactive prospection of some spanish areas
- 1960. «Sobre la tectónica profunda de la fosa del Tajo». Notas y Comunicaciones del IGME, 58: 125-162
- 1963. Rasgos estructurales de la Baja Extremadura. Boletín de la Real Sociedad Española de Historia Natural. Actas, 61: 218-233
- 1972. «Evolution post-hercynienne dans les regions centrales de la Meseta espagnole». International Geological Congress: Twenty-fourth Session Canada: 265-272
- 1976. «Una megaestructura de la Meseta Ibérica: La Bóveda Castellano-Extremeña». Estudios Geológicos, 32: 229-239